# 2014-es NBA-döntő
A 2014-es NBA-döntő az észak-amerikai kosárlabda-bajnokság 2013–14-es szezonjának 4 győzelemig tartó döntője, melyet a Keleti és a Nyugati főcsoport győztese, a Miami Heat és a San Antonio Spurs játszott egymással június 5. és 20. között. A párharcot a San Antonio Spurs nyerte 4–1-es összesítéssel és ezzel ötödik alkalommal nyerték meg a bajnokságot.

## Út a döntőig

### Alapszakasz
- z – Hazai pálya előny az egész rájátszásban
- c – Hazai pálya előny a főcsoportdöntőig
- y – Csoportgyőztes
- x – Rájátszásba jutott

| Keleti főcsoport |                        |    |    |       |    |
| Hely.            | Csapat                 | Gy | V  | %     | GB |
| 1.               | (c) Indiana Pacers     | 56 | 26 | 68,3% | —  |
| 2.               | (y) Miami Heat         | 54 | 28 | 65,9% | 2  |
| 3.               | (y) Toronto Raptors    | 48 | 34 | 58,5% | 8  |
| 4.               | (x) Chicago Bulls      | 48 | 34 | 58,5% | 8  |
| 5.               | (x) Washington Wizards | 44 | 38 | 53,7% | 12 |
| 6.               | (x) Brooklyn Nets      | 44 | 38 | 53,7% | 12 |
| 7.               | (x) Charlotte Bobcats  | 43 | 39 | 52,4% | 13 |
| 8.               | (x) Atlanta Hawks      | 38 | 44 | 46,3% | 18 |
|                  |                        |    |    |       |    |
| 9.               | New York Knicks        | 37 | 45 | 45,1% | 19 |
| 10.              | Cleveland Cavaliers    | 33 | 49 | 40,2% | 23 |
| 11.              | Detroit Pistons        | 29 | 53 | 35,4% | 27 |
| 12.              | Boston Celtics         | 25 | 57 | 30,5% | 31 |
| 13.              | Orlando Magic          | 23 | 59 | 28,0% | 33 |
| 14.              | Philadelphia 76ers     | 19 | 63 | 23,2% | 37 |
| 15.              | Milwaukee Bucks        | 15 | 67 | 18,3% | 41 |

| Nyugati főcsoport |                            |    |    |       |    |
| Hely.             | Csapat                     | Gy | V  | %     | GB |
| 1.                | (z) San Antonio Spurs      | 62 | 20 | 75,6% | —  |
| 2.                | (y) Oklahoma City Thunder  | 59 | 23 | 72,0% | 3  |
| 3.                | (y) Los Angeles Clippers   | 57 | 25 | 69,5% | 5  |
| 4.                | (x) Houston Rockets        | 54 | 28 | 65,9% | 8  |
| 5.                | (x) Portland Trail Blazers | 54 | 28 | 65,9% | 8  |
| 6.                | (x) Golden State Warriors  | 51 | 31 | 62,2% | 11 |
| 7.                | (x) Memphis Grizzlies      | 50 | 32 | 61,0% | 12 |
| 8.                | (x) Dallas Mavericks       | 49 | 33 | 59,8% | 13 |
|                   |                            |    |    |       |    |
| 9.                | Phoenix Suns               | 48 | 34 | 58,5% | 14 |
| 10.               | Minnesota Timberwolves     | 40 | 42 | 48,8% | 22 |
| 11.               | Denver Nuggets             | 36 | 46 | 43,9% | 26 |
| 12.               | New Orleans Pelicans       | 34 | 48 | 41,5% | 28 |
| 13.               | Sacramento Kings           | 28 | 54 | 34,1% | 34 |
| 14.               | Los Angeles Lakers         | 27 | 55 | 32,9% | 35 |
| 15.               | Utah Jazz                  | 25 | 57 | 30,5% | 37 |

### Rájátszás
| Miami Heat         | Miami Heat        | Miami Heat |
| ------------------ | ----------------- | ---------- |
| Keleti főcsoport   |                   |            |
| Forduló            | Ellenfél          | Eredmény   |
| Első kör           | Charlotte Bobcats | 4–0        |
| Főcsoport-elődöntő | Brooklyn Nets     | 4–1        |
| Főcsoport-döntő    | Indiana Pacers    | 4–2        |

| San Antonio Spurs  | San Antonio Spurs      | San Antonio Spurs |
| ------------------ | ---------------------- | ----------------- |
| Nyugati főcsoport  |                        |                   |
| Forduló            | Ellenfél               | Eredmény          |
| Első kör           | Dallas Mavericks       | 4–3               |
| Főcsoport-elődöntő | Portland Trail Blazers | 4–1               |
| Főcsoport-döntő    | Oklahoma City Thunder  | 4–2               |

## A döntő
A hazai csapat másodikként szerepel. Valamennyi időpont a keleti parti idő szerint van feltüntetve.

### 1. mérkőzés
| 2014. június 5. 21:00        | Miami Heat                               | 95–110    | San Antonio Spurs | AT&T Center, San Antonio, Texas Nézőszám: 18 581 Játékvezetők: Scott Foster, Marc Davis, Ken Mauer |
| 2014. június 5. 21:00        | (20–26, 29–28, 29–20, 17–36) Jegyzőkönyv |           |                   | AT&T Center, San Antonio, Texas Nézőszám: 18 581 Játékvezetők: Scott Foster, Marc Davis, Ken Mauer |
| 2014. június 5. 21:00        | LeBron James 25                          | Pont      | Tim Duncan 21     | AT&T Center, San Antonio, Texas Nézőszám: 18 581 Játékvezetők: Scott Foster, Marc Davis, Ken Mauer |
| 2014. június 5. 21:00        | Chris Bosh 9                             | Lepattanó | Duncan, Diaw 10   | AT&T Center, San Antonio, Texas Nézőszám: 18 581 Játékvezetők: Scott Foster, Marc Davis, Ken Mauer |
| 2014. június 5. 21:00        | Norris Cole 5                            | Gólpassz  | Manu Ginóbili 11  | AT&T Center, San Antonio, Texas Nézőszám: 18 581 Játékvezetők: Scott Foster, Marc Davis, Ken Mauer |
| San Antonio Spurs vezet, 1–0 |                                          |           |                   | AT&T Center, San Antonio, Texas Nézőszám: 18 581 Játékvezetők: Scott Foster, Marc Davis, Ken Mauer |

### 2. mérkőzés
| 2014. június 8. 20:00 | Miami Heat                               | 98–96     | San Antonio Spurs | AT&T Center, San Antonio, Texas Nézőszám: 18 581 Játékvezetők: Dan Crawford, James Capers, Jason Phillips |
| 2014. június 8. 20:00 | (19–26, 24–17, 34–35, 21–18) Jegyzőkönyv |           |                   | AT&T Center, San Antonio, Texas Nézőszám: 18 581 Játékvezetők: Dan Crawford, James Capers, Jason Phillips |
| 2014. június 8. 20:00 | LeBron James 35                          | Pont      | Tony Parker 21    | AT&T Center, San Antonio, Texas Nézőszám: 18 581 Játékvezetők: Dan Crawford, James Capers, Jason Phillips |
| 2014. június 8. 20:00 | LeBron James 10                          | Lepattanó | Tim Duncan 15     | AT&T Center, San Antonio, Texas Nézőszám: 18 581 Játékvezetők: Dan Crawford, James Capers, Jason Phillips |
| 2014. június 8. 20:00 | Wade, Chalmers 4                         | Gólpassz  | Tony Parker 7     | AT&T Center, San Antonio, Texas Nézőszám: 18 581 Játékvezetők: Dan Crawford, James Capers, Jason Phillips |
| döntetlen állás, 1–1  |                                          |           |                   | AT&T Center, San Antonio, Texas Nézőszám: 18 581 Játékvezetők: Dan Crawford, James Capers, Jason Phillips |

### 3. mérkőzés
| 2014. június 10. 21:00       | San Antonio Spurs                        | 111–92    | Miami Heat        | American Airlines Arena, Miami, Florida Nézőszám: 19 900 Játékvezetők: Monty McCutchen, Tony Brothers, Zach Zarba |
| 2014. június 10. 21:00       | (41–25, 30–25, 15–25, 25–17) Jegyzőkönyv |           |                   | American Airlines Arena, Miami, Florida Nézőszám: 19 900 Játékvezetők: Monty McCutchen, Tony Brothers, Zach Zarba |
| 2014. június 10. 21:00       | Kawhi Leonard 29                         | Pont      | James, Wade 22    | American Airlines Arena, Miami, Florida Nézőszám: 19 900 Játékvezetők: Monty McCutchen, Tony Brothers, Zach Zarba |
| 2014. június 10. 21:00       | Tim Duncan 6                             | Lepattanó | James, Andersen 5 | American Airlines Arena, Miami, Florida Nézőszám: 19 900 Játékvezetők: Monty McCutchen, Tony Brothers, Zach Zarba |
| 2014. június 10. 21:00       | Parker, Mills 4                          | Gólpassz  | LeBron James 7    | American Airlines Arena, Miami, Florida Nézőszám: 19 900 Játékvezetők: Monty McCutchen, Tony Brothers, Zach Zarba |
| San Antonio Spurs vezet, 2–1 |                                          |           |                   | American Airlines Arena, Miami, Florida Nézőszám: 19 900 Játékvezetők: Monty McCutchen, Tony Brothers, Zach Zarba |

### 4. mérkőzés
| 2014. június 12. 21:00       | San Antonio Spurs                        | 107–86    | Miami Heat       | American Airlines Arena, Miami, Florida Nézőszám: 19 900 Játékvezetők: Joe Crawford, Mike Callahan, Tom Washington |
| 2014. június 12. 21:00       | (26–17, 29–19, 26–21, 26–29) Jegyzőkönyv |           |                  | American Airlines Arena, Miami, Florida Nézőszám: 19 900 Játékvezetők: Joe Crawford, Mike Callahan, Tom Washington |
| 2014. június 12. 21:00       | Kawhi Leonard 20                         | Pont      | LeBron James 28  | American Airlines Arena, Miami, Florida Nézőszám: 19 900 Játékvezetők: Joe Crawford, Mike Callahan, Tom Washington |
| 2014. június 12. 21:00       | Kawhi Leonard 14                         | Lepattanó | LeBron James 8   | American Airlines Arena, Miami, Florida Nézőszám: 19 900 Játékvezetők: Joe Crawford, Mike Callahan, Tom Washington |
| 2014. június 12. 21:00       | Boris Diaw 9                             | Gólpassz  | Mario Chalmers 5 | American Airlines Arena, Miami, Florida Nézőszám: 19 900 Játékvezetők: Joe Crawford, Mike Callahan, Tom Washington |
| San Antonio Spurs vezet, 3–1 |                                          |           |                  | American Airlines Arena, Miami, Florida Nézőszám: 19 900 Játékvezetők: Joe Crawford, Mike Callahan, Tom Washington |

### 5. mérkőzés
| 2014. június 15. 20:00          | Miami Heat                               | 87–104    | San Antonio Spurs | AT&T Center, San Antonio, Texas Nézőszám: 18 581 Játékvezetők: Scott Foster, Marc Davis, Ken Mauer |
| 2014. június 15. 20:00          | (29–22, 11–25, 18–30, 29–27) Jegyzőkönyv |           |                   | AT&T Center, San Antonio, Texas Nézőszám: 18 581 Játékvezetők: Scott Foster, Marc Davis, Ken Mauer |
| 2014. június 15. 20:00          | LeBron James 31                          | Pont      | Kawhi Leonard 22  | AT&T Center, San Antonio, Texas Nézőszám: 18 581 Játékvezetők: Scott Foster, Marc Davis, Ken Mauer |
| 2014. június 15. 20:00          | LeBron James 10                          | Lepattanó | Kawhi Leonard 10  | AT&T Center, San Antonio, Texas Nézőszám: 18 581 Játékvezetők: Scott Foster, Marc Davis, Ken Mauer |
| 2014. június 15. 20:00          | LeBron James 5                           | Gólpassz  | Boris Diaw 6      | AT&T Center, San Antonio, Texas Nézőszám: 18 581 Játékvezetők: Scott Foster, Marc Davis, Ken Mauer |
| San Antonio Spurs győzelem, 4–1 |                                          |           |                   | AT&T Center, San Antonio, Texas Nézőszám: 18 581 Játékvezetők: Scott Foster, Marc Davis, Ken Mauer |